# Godofredo de Estrasburgo
Godofredo de Estrasburgo (en alemán Gottfried von Straßburg; muerto ca. 1215) fue uno de los poetas alemanes más importantes de la Edad Media. Vivió a finales del siglo XII y principios del siglo XIII. Fue contemporáneo de Hartmann von Aue, Wolfram von Eschenbach y Walther von der Vogelweide. Una de sus más afamadas obras fue Tristán (en alemán: Tristan (Gottfried von Straßburg)), uno de los caballeros de la mesa redonda en la narración arturiana. La leyenda cuenta el idilio del caballero Tristán con una princesa irlandesa llamada Isolda, aunque es más conocida como «Isolda la Bella».

## Biografía
No se sabe mucho sobre la vida de Gottfried von Straßburg, ni de su clase social. Tenía una buena educación. Fue un poeta importante y su novela en versos «Tristán» (en alemán: Tristan (Gottfried von Straßburg)) destaca entre sus otras obras. Se fundamenta en la historia de «Tristán e Isolda», escrita alrededor de 1210. Murió poco después de acabarla entre 1210 y 1220.
Los escritos más antiguos de su obra muestran rasgos de la variedad dialectal germánica conocida como alemánico, más específicamente del dialecto de Alsacia.

## Estilo
El estilo retórico de Gottfried es muy distinto al de sus contemporáneos. Es increíblemente complejo, marcado por el amplio uso de la estructura simétrica en la organización de Tristán, así como en la estructura de los pasajes individuales. Gottfried también emplea palabras detalladas y patrones de sonido, jugando con elementos como la rima, la aliteración y la asonancia.
Una de las principales características del estilo de Gottfried es su habilidad para el uso de la ironía, que aporta efectos tanto humorísticos como trágicos. También pudo haber confiado en la ironía para ocultar sus críticas a la sociedad contemporánea con el fin de evitar la censura.